# Potemnemus tuberifer
Potemnemus tuberifer là một loài bọ cánh cứng trong họ Cerambycidae.